# August Duranowski
August (Fryderyk) Duranowski (à l'origine Auguste Frédéric Durand) (Varsovie, c. 1770 – Strasbourg, 17 avril 1834) est un violoniste et compositeur polonais d'origine française.

## Biographie
Duranowski naît à Varsovie et étudie le violon à Paris avec Giovanni Battista Viotti. En 1790, il est nommé chef de l'orchestre de l'opéra de Bruxelles. Il effectue des tournées en Europe et se fixe à Strasbourg. Il est l'un des plus éminents virtuoses de son temps et une influence importante sur Niccolò Paganini. Il est  connu pour son extraordinaire technique, en particulier dans les trilles, la technique d'archet et les traits. Parmi ses compositions, le Concerto en la majeur op. 8 et des airs variés pour violon et orchestre, sont à noter,.